# سید قدرت‌الله حسینی‌پور
 سید قدرت‌الله حسینی‌ (زادهٔ ۱۳۳۴ گچساران) نمایندهٔ مجلس شورای اسلامی  از حوزه انتخابیه گچساران و باشت در دورهٔ هشتم مجلس شورای اسلامی بوده‌است.